# Strangers (The Walking Dead)
Strangers é o segundo episódio da quinta temporada da série de televisão de horror pós-apocalíptico The Walking Dead. Foi ao ar originalmente em 19 de outubro de 2014, na AMC, nos Estados Unidos, e em 21 de outubro do mesmo ano, no Brasil. O episódio foi escrito por Robert Kirkman e dirigido por David Boyd.
Comentaristas deram críticas positivas ao episódio global, mas a maioria deu uma resposta alarmada para acabar com a cena do episódio, com alguns chamando-o de um dos momentos mais chocantes da série. Após a exibição, o episódio foi assistido por 15,14 milhões de telespectadores, e recebeu uma classificação de 7,7, abaixo da avaliação do episódio anterior, que atingiu uma classificação de 8,7.
Strangers é o episódio de estreia do personagem Gabriel Stokes, um padre que vive isolado em sua igreja e acaba sendo encontrado por Rick e seu grupo. O personagem passa a ser interpretado por Seth Gilliam. Todos os personagens principais da série estão presentes no episódio, com exceção de Beth Greene, interpretada pela atriz Emilly Kinney.

## Enredo
O grupo está caminhando pela floresta após a sua fuga de Terminus. Rick Grimes (Andrew Lincoln) conversa com Tara Chambler (Alanna Masterson), lhe dizendo que apesar de ela ter sido aliada de O Governador, ela é bem-vinda no grupo. Carol Peletier (Melissa McBride) e Tyreese (Chad Coleman) buscam água em um riacho próximo, quando ele pede que eles não contem aos outros sobre o que aconteceu com Lizzie e Mika, afirmando que quer apenas esquecer. À noite, Carol e Daryl Dixon (Norman Reedus) vigiam o acampamento enquanto o grupo está dormindo. Daryl observa Carol atentamente e, apesar de ele não dizer, Carol sabe que Daryl quer explicações sobre as mortes de Karen e David. Entretanto, ela se recusa a falar sobre isso e Daryl compreende. O casal percebe que alguém está observando-os, mas não conseguem descobrir de quem se trata. No dia seguinte, o grupo ouve um homem (Seth Gilliam) gritando por socorro. Eles o salvam de um grupo de mortos-vivos que o haviam cercado e obrigado-o a escalar uma rocha para sobreviver. O homem revela ser um padre chamado Gabriel, que vive na solidão em sua igreja. Gabriel leva o grupo para sua igreja e explica-lhes que ele sobreviveu por sorte, comendo alimentos enlatados recolhidos por sua igreja para uma obra de caridade anual. O padre oferece comida a todo o grupo. Rick expressa desconfiança de Gabriel e diz a seu filho, Carl (Chandler Riggs), que ele nunca deve baixar sua guarda.
Gabriel avisa o grupo da existência de um banco de alimentos não muito longe, onde há muitos mantimentos, mas está invadido por mortos-vivos. Rick, Michonne (Danai Gurira), Bob Stookey (Lawrence Gilliard Jr.) e Sasha (Sonequa Martin-Green), acompanhados de Gabriel, vão até o local para buscar os mantimentos. Quando eles chegam, encontram os mortos-vivos em um porão inundado. Michonne afirma que a inundação foi causada pela chuva acumulada, permitida devido a buracos no teto. Os quatro matam os mortos-vivos durante a coleta de alimentos enlatados. Enquanto isso, Gabriel parece apavorar-se na presença dos mortos-vivos, especialmente quando vê um deles. Rick mata o morto-vivo antes que ele ataque Padre Gabriel. Enquanto estão passando pela parte inundada, um morto-vivo emerge e ataca Bob, mas ele é salvo por Sasha. Na saída do banco de alimentos, Rick percebe que Gabriel conhecia o morto-vivo que quase o matou. Depois de voltar à igreja, Carl mostra a Rick profundos arranhões perto de uma janela e uma mensagem que diz: "Você vai queimar por isso." Eles ficam pensativos com isso.
Enquanto isso, Glenn Rhee (Steven Yeun), Maggie Greene (Lauren Cohan) e Tara procuram uma loja de armas nas proximidades, encontrando três silenciadores de armas de fogo no congelador. Daryl e Carol caminham por uma estrada e descobrem um carro em boas condições, decidindo levá-lo com eles para servir como um apoio ao grupo, caso precisem.
Naquela noite, o grupo comemora a queda de Terminus com comida farta e vinho da comunhão da igreja. Abraham Ford (Michael Cudlitz) propõe um brinde à segurança de todos, e tenta convencer o grupo a se aventurar para Washington, D.C, a fim de salvar Eugene Porter (Josh McDermitt) que pode desenvolver uma cura para o surto. Rick mostra sua aprovação, e o resto do grupo responde com entusiasmo. Tara finalmente confessa para Maggie que ela estava na prisão no momento da queda do lugar, mas foi aliada do Governador. Ela diz que não sabia de suas verdadeiras intenções e não conhecia seu caráter, quando Maggie mostra compreender e lhe abraça. Bob e Sasha trocam carinhos e Tyreese cuida de Judith. Sozinho em sua sala, Padre Gabriel olha tristemente para uma foto onde ele está com uma jovem mulher (provavelmente a mesma que tentou matá-lo, na forma de um morto-vivo).
Enquanto todos comemoram, Carol se distancia do grupo e vai para uma estrada próxima à igreja, ainda afetada por suas ações recentes. Ela fica próxima do carro que ela encontrou, que agora está em execução, quando Daryl se aproxima. Eles vêem um outro carro passando por eles e Daryl reconhece-o como sendo o veículo que levou Beth Greene (Emily Kinney) quando ela foi sequestrada. Ele e Carol entram no carro que encontraram e dão início a uma perseguição ao outro veículo.
Mais tarde, Bob sai da igreja e caminha para próximo da floresta, onde começa a chorar. Enquanto chora, ele é nocauteado por uma figura encapuzada. Quando ele acorda, ele está cara a cara com Gareth (Andrew J. West), que está irritado com a destruição de Terminus. Gareth explica que ele e seu grupo já foram boas pessoas, mas transformaram-se em 'caçadores'. É então revelado que o grupo de Gareth cortou a perna esquerda de Bob, a fim de comê-lo. Gareth diz casualmente: "Se isso faz você se sentir melhor, você tem um gosto muito melhor do que pensávamos que teria." 

## Recepção
Após a exibição, o episódio foi assistido por 15,143 milhões espectadores americanos, com 9,796 milhões de telespectadores com idades entre 18 e 49 anos, o que se traduz em uma classificação de 7,7 pontos.